# Woodburn, Indiana
Woodburn är en ort i Allen County i Indiana. Vid 2010 års folkräkning hade Woodburn 1 520 invånare.